# Uiseong-eup
Uiseong-eup (koreanska: 의성읍)  är en köping i kommunen Uiseong-gun i provinsen Norra Gyeongsang i den centrala delen av Sydkorea, 210 km sydost om huvudstaden Seoul. Det är kommunens största ort tillika dess administrativa huvudort. 